# Діянсар
Діянсар (перс. ديانسر) — село в Ірані, у дегестані Їлакі-є-Арде, у бахші Паре-Сар, шагрестані Резваншагр остану Ґілян. За даними перепису 2006 року, його населення становило 29 осіб, що проживали у складі 6 сімей.

## Клімат
Середня річна температура становить 12,04 °C, середня максимальна – 26,51 °C, а середня мінімальна – -2,60 °C. Середня річна кількість опадів – 491 мм.
| Клімат поселення                              | Клімат поселення | Клімат поселення | Клімат поселення | Клімат поселення | Клімат поселення | Клімат поселення | Клімат поселення | Клімат поселення | Клімат поселення | Клімат поселення | Клімат поселення | Клімат поселення | Клімат поселення |
| Показник                                      | Січ.             | Лют.             | Бер.             | Квіт.            | Трав.            | Черв.            | Лип.             | Серп.            | Вер.             | Жовт.            | Лист.            | Груд.            |                  |
| Середній максимум, °C                         | 9,74             | 8,73             | 10,34            | 14,94            | 19,96            | 24,61            | 26,51            | 26,19            | 21,70            | 18,53            | 13,17            | 9,87             |                  |
| Середня температура, °C                       | 4,08             | 3,07             | 4,68             | 9,28             | 14,32            | 18,95            | 22,20            | 21,88            | 17,40            | 14,22            | 8,86             | 5,58             |                  |
| Середній мінімум, °C                          | −1,57            | −2,6             | −0,98            | 3,62             | 8,66             | 13,29            | 17,90            | 17,57            | 13,10            | 9,92             | 4,56             | 1,27             |                  |
| Норма опадів, мм                              | 40               | 37               | 57               | 58               | 43               | 21               | 12               | 18               | 39               | 61               | 49               | 56               |                  |
| Середньомісячна швидкість вітру, м/с          | 2.12             | 2.48             | 2.50             | 2.58             | 2.20             | 2.11             | 2.45             | 2.24             | 1.89             | 2.05             | 2.01             | 2.00             |                  |
| Середньомісячна сонячна радіація, кДж/м²·день | 7170             | 9641             | 11790            | 16032            | 19764            | 22584            | 23581            | 19977            | 16571            | 11552            | 8752             | 6829             |                  |
| --------------------------------------------- | ---------------- | ---------------- | ---------------- | ---------------- | ---------------- | ---------------- | ---------------- | ---------------- | ---------------- | ---------------- | ---------------- | ---------------- | ---------------- |
| Джерело:                                      |                  |                  |                  |                  |                  |                  |                  |                  |                  |                  |                  |                  |                  |